# Метрополітен Мехіко

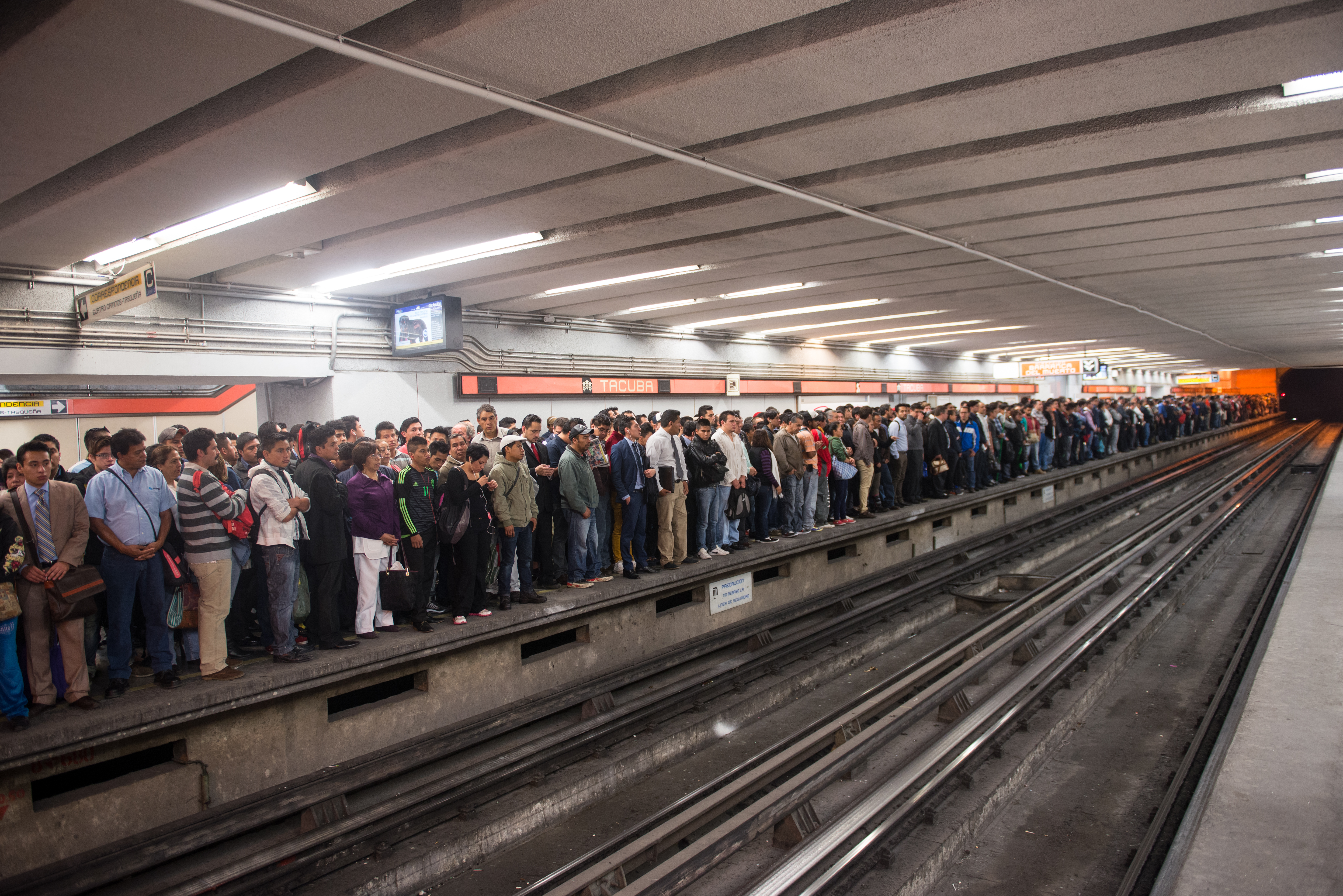
Година пік у метро

Метрополітен Мехіко (ісп. Sistema de Transporte Colectivo Metro / STC Metro) — система ліній метро переважно на шинній ході в конурбації Великий Мехіко міста Мехіко, Мексика. Це другий за розміром метрополітен у Північній Америці після Нью-Йоркського метрополітену, в 2013 році перевіз 1,6849 млрд осіб, що ставить його на 8-ме місце у списку метрополітенів за річним пасажиропотоком. Переважна більшість станцій — з береговими платформами, потяги живляться від третьої рейки (крім ліній А та 12, потяги яких живляться від повітряної контактної мережі).

## Історія
Будівництво метрополітену в місті почалося 19 червня 1967 року. Будівництво велося цілодобово та без вихідних, тому початкову ділянку «Zaragoza» — «Chapultepec», відкрили через 27 місяців у 1969 році, ділянка складалася з 16 станцій та 12,7 км.

## Лінії
У системі 115 підземних, 54 наземних та 26 естакадних станцій.
| №   | Дата відкриття    | Останнє продовження | Кількість станцій | Кінцеві станції                              | Довжина в км | Кількість підземних станцій |
| --- | ----------------- | ------------------- | ----------------- | -------------------------------------------- | ------------ | --------------------------- |
| (1) | 4 вересня 1969    | 1984                | 20                | «Pantitlán»—«Observatorio»                   | 18,8         | 19                          |
| (1) | 1 серпня 1970     | 1984                | 24                | «Cuatro Caminos»—«Tasqueña»                  | 23,4         | 14                          |
| (1) | 20 листопада 1970 | 1983                | 21                | «Indios Verdes»—«Universidad»                | 23,6         | 17                          |
| (1) | 29 серпня 1981    | 1982                | 10                | «Martín Carrera»—«Santa Anita»               | 10,74        | —                           |
| (1) | 19 грудня 1981    | 1982                | 13                | «Politécnico»—«Pantitlán»                    | 15,67        | 4                           |
| (1) | 21 грудня 1983    | 1986                | 11                | «El Rosario»—«Martín Carrera»                | 13,94        | 10                          |
| (1) | 20 грудня 1984    | 1988                | 14                | «El Rosario»—«Barranca del Muerto»           | 18,78        | 13                          |
| (1) | 20 липня 1994     | —                   | 19                | «Garibaldi/Lagunilla»—«Constitución de 1917» | 20           | 14                          |
| (1) | 26 серпня 1987    | 1988                | 12                | «Tacubaya»—«Pantitlán»                       | 15,37        | 8                           |
| (1) | 12 серпня 1991    | —                   | 10                | «Pantitlán»—«La Paz»                         | 17,19        | 1                           |
| (1) | 15 грудня 1999    | 2000                | 21                | «Ciudad Azteca»—«Buenavista»                 | 23,72        | 6                           |
| (1) | 30 жовтня 2012    | —                   | 20                | «Tláhuac»—«Mixcoac»                          | 24,47        | 9                           |

## Режим роботи
Працює з 5:00 до 00:00. Інтервал руху від 2-3 хвилин в годину пік до 10-15 хвилин пізно ввечері.

## Катастрофи
3 травня 2021 року, близько 22:30 (за місцевим часом; за київським — 4 травня, 6:30) обвалився міст метрополітену на 12-й лінії поруч зі станцією Olivos, коли по мосту проходив потяг. Внаслідок катастрофи загинуло щонайменше 15 людей (дані на ранок 4 травня), близько 70-ти постраждало. Причиною події стало зіткнення автомобіля з однією з опор споруди, під заваленими конструкціями опинилися кілька інших автомобілів.

## Галерея

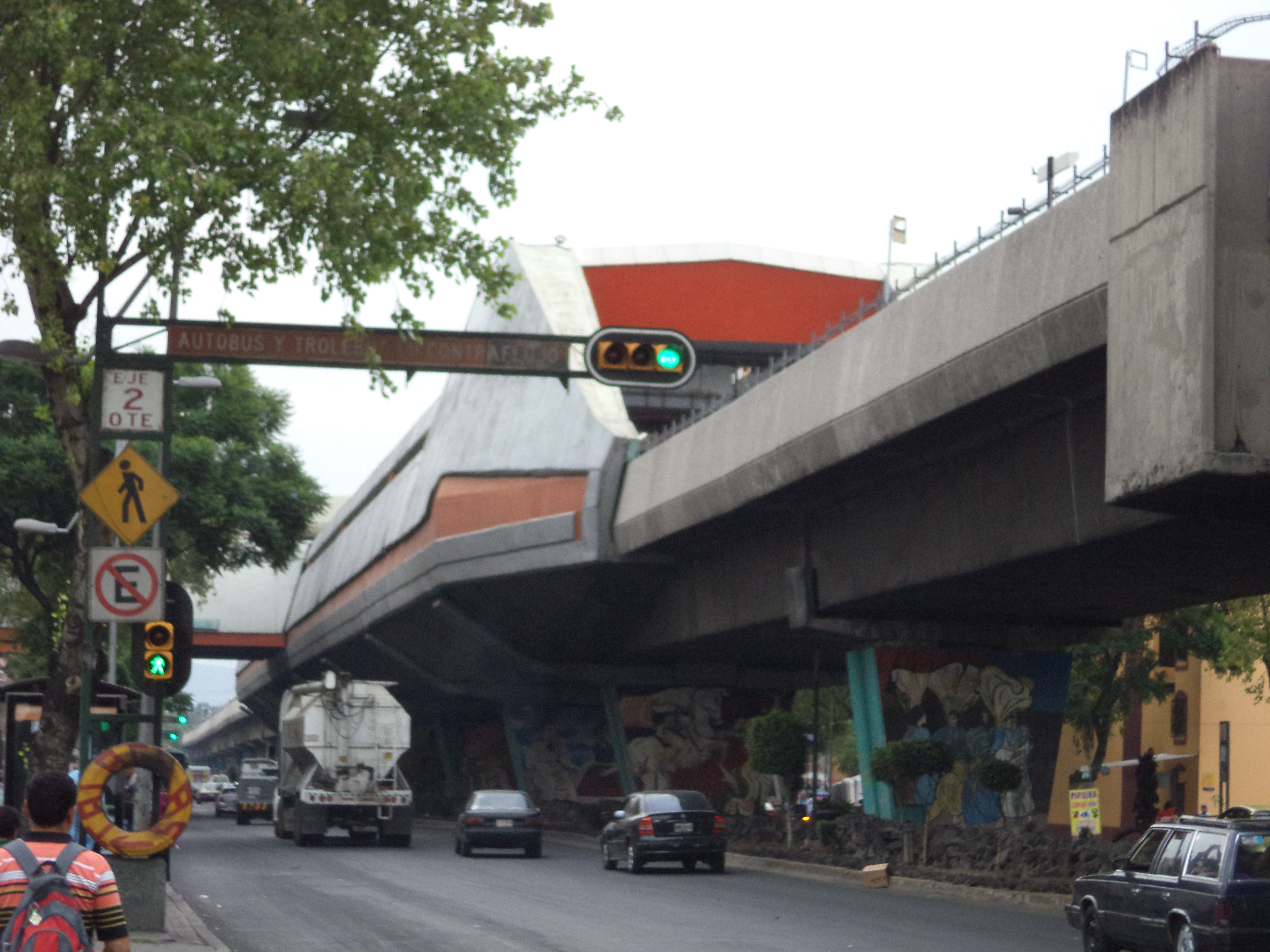
Естакадна станція «Morelos», Лінія 4
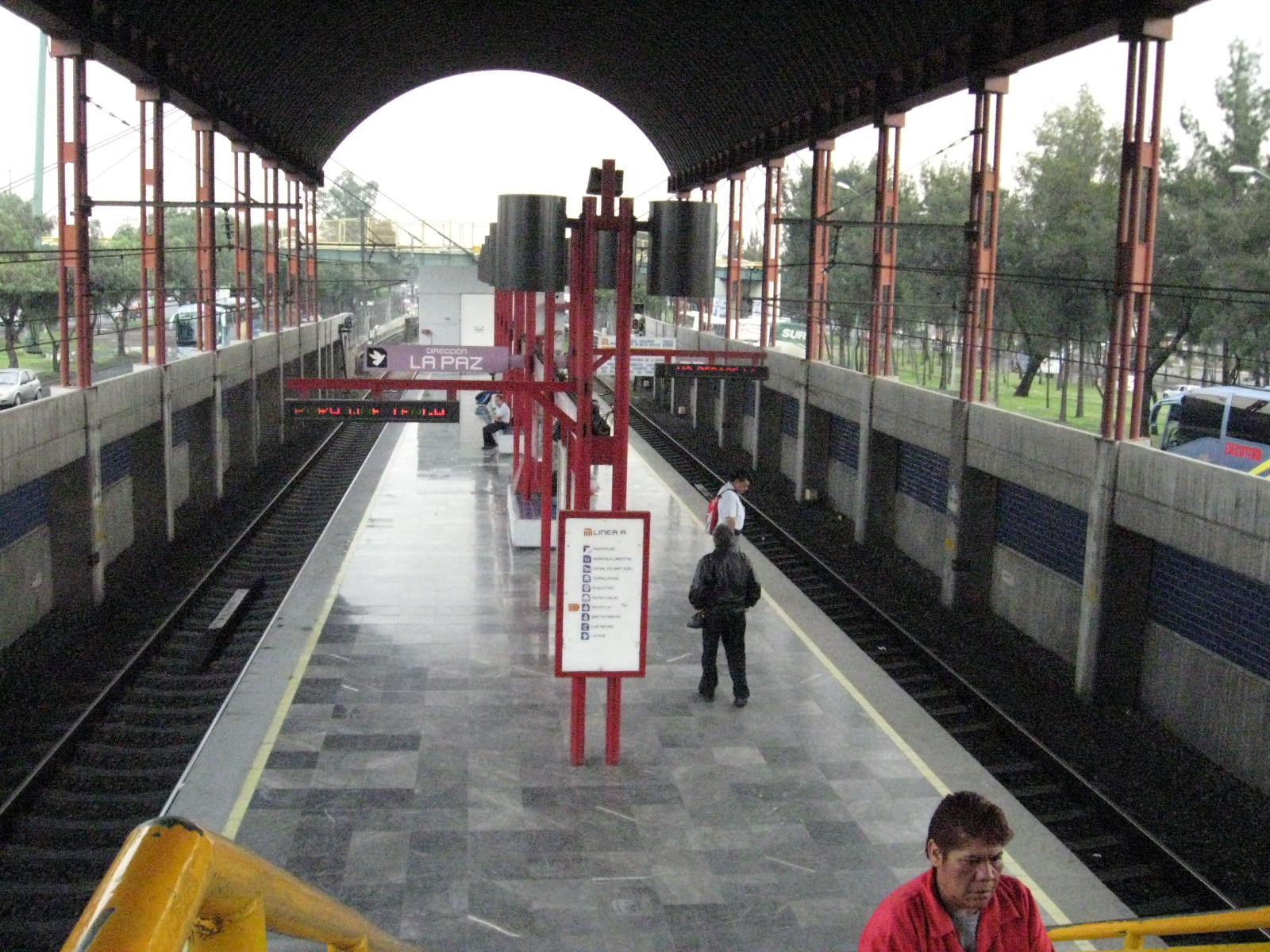
Платформа наземної станції «Acatitla», Лінія А
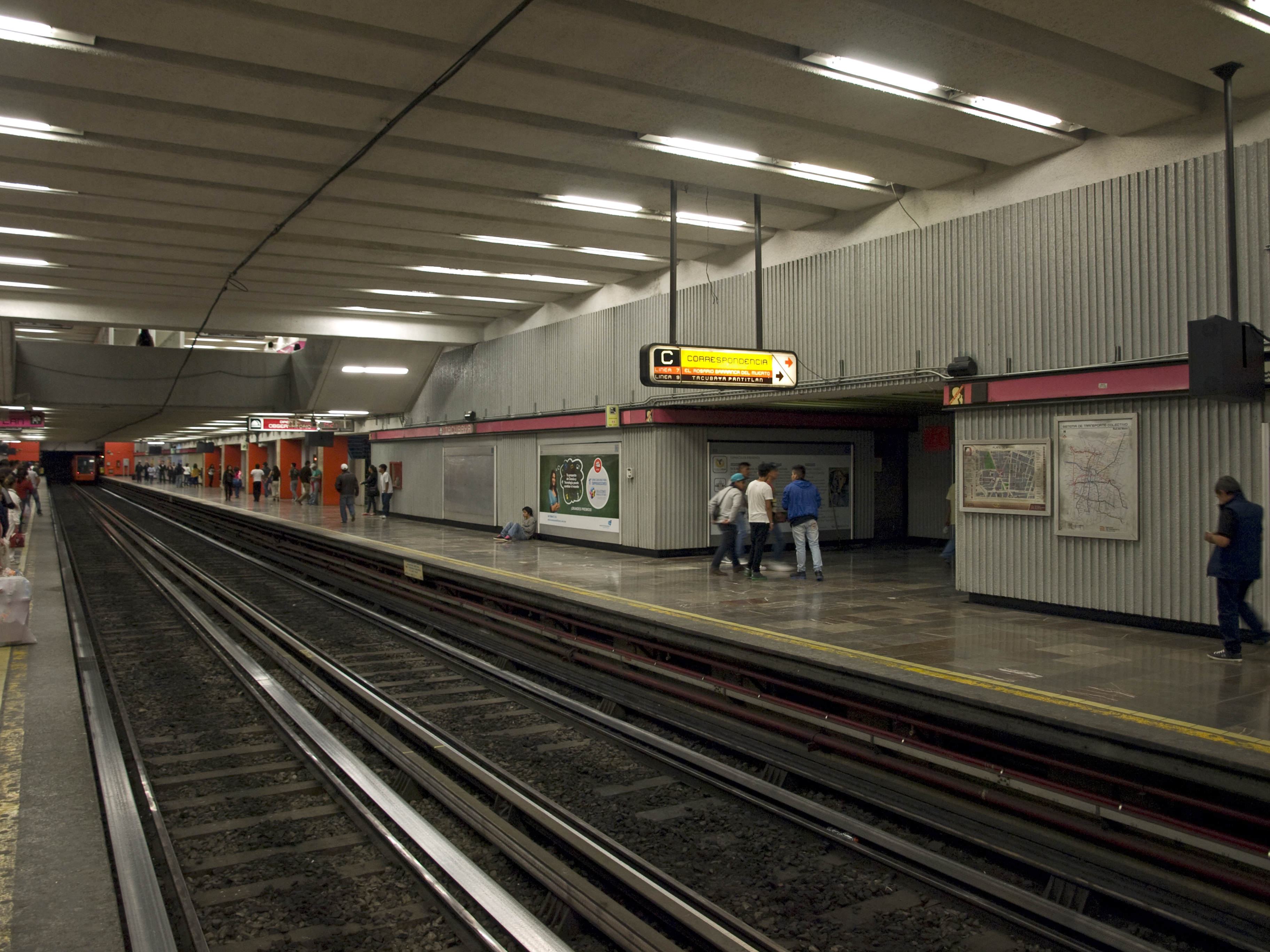
Платформа станції «Tacubaya», Лінія 1
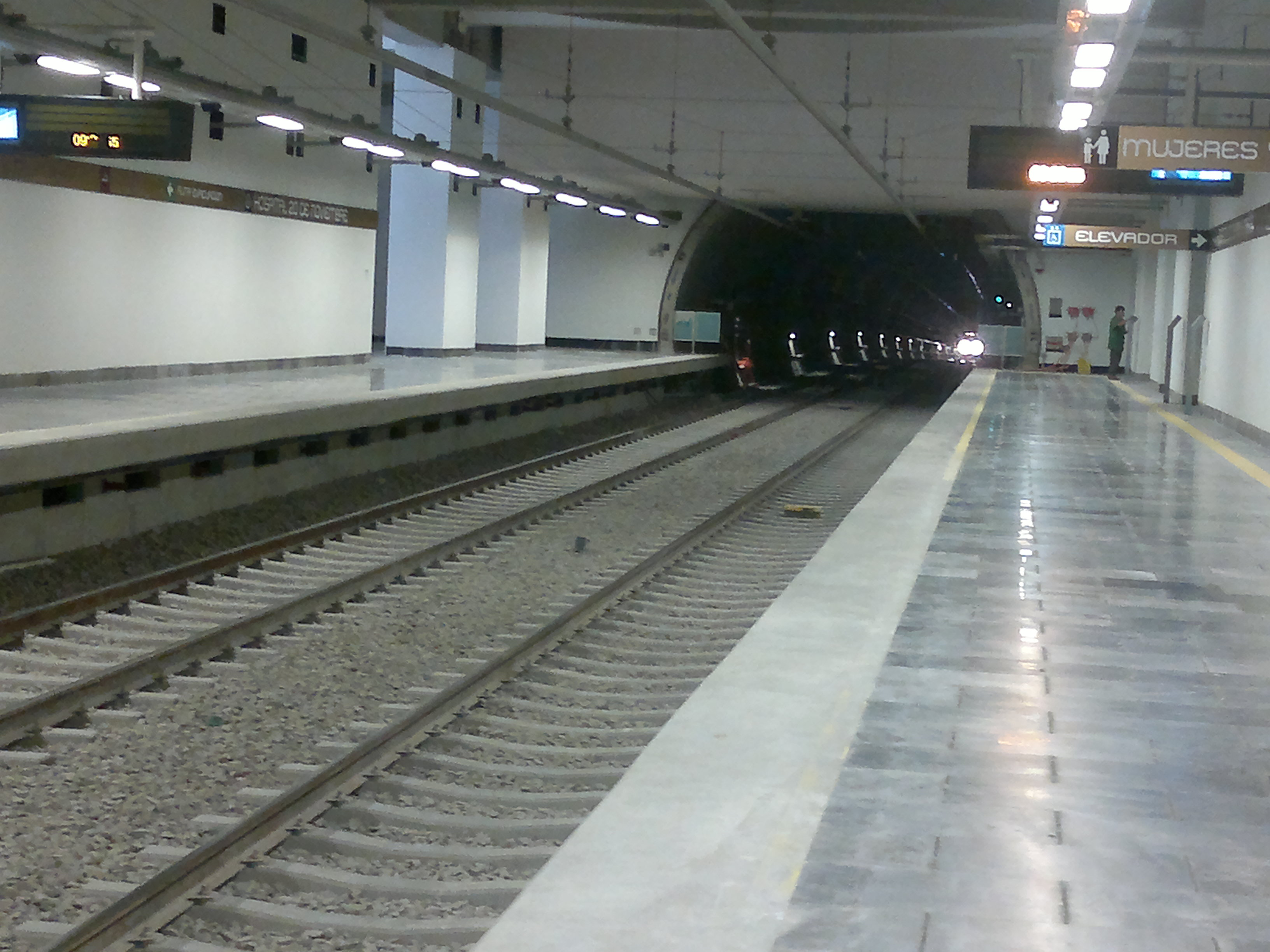
Платформа станції «Hospital 20 de Noviembre», Лінія 12
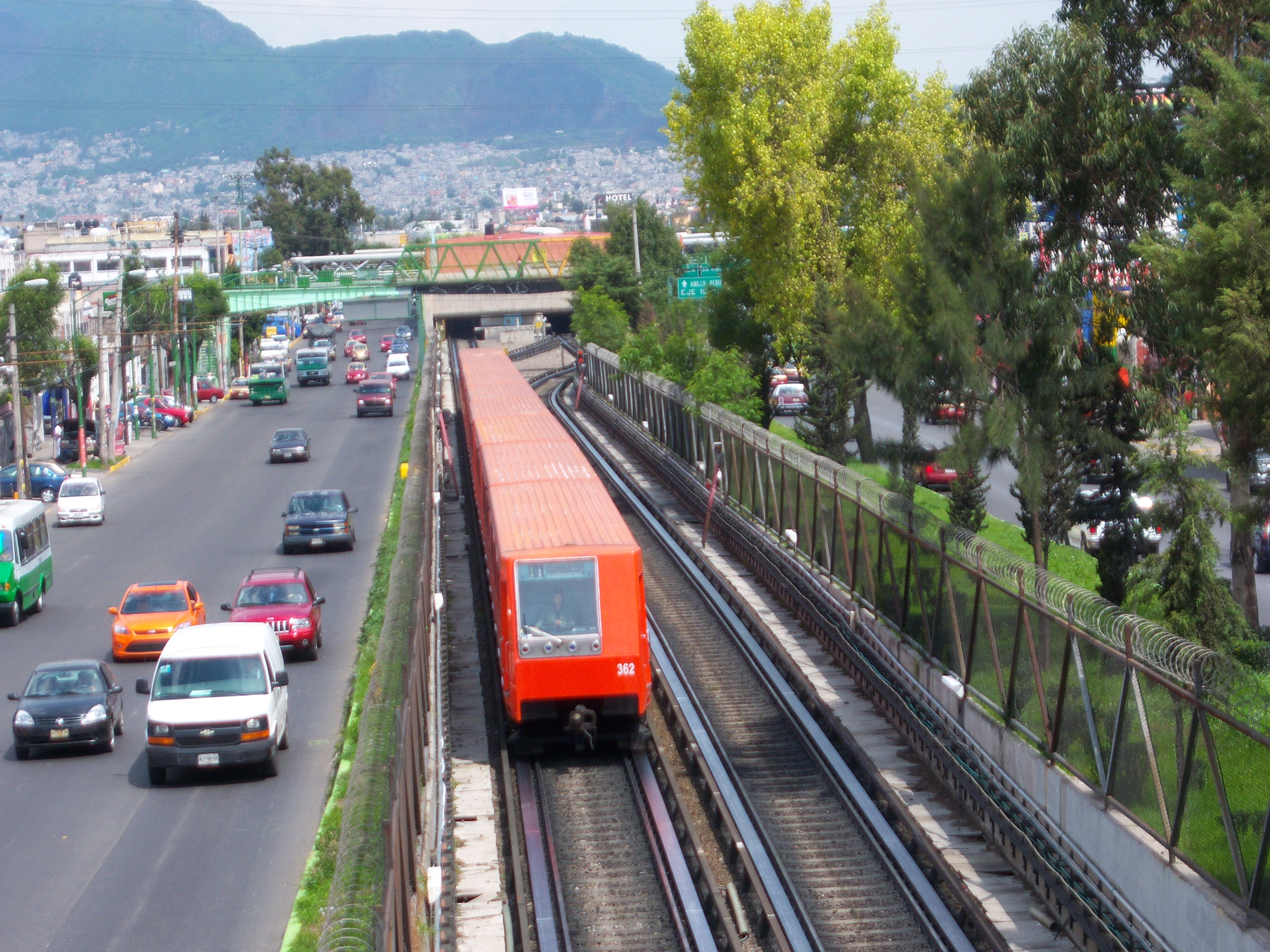
Потяг на наземній ділянці, Лінія 8
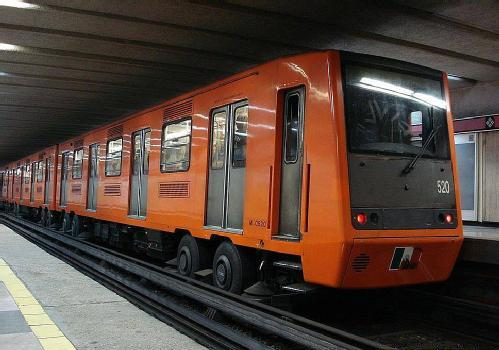
Потяг серії «NE-92» з шинним ходом
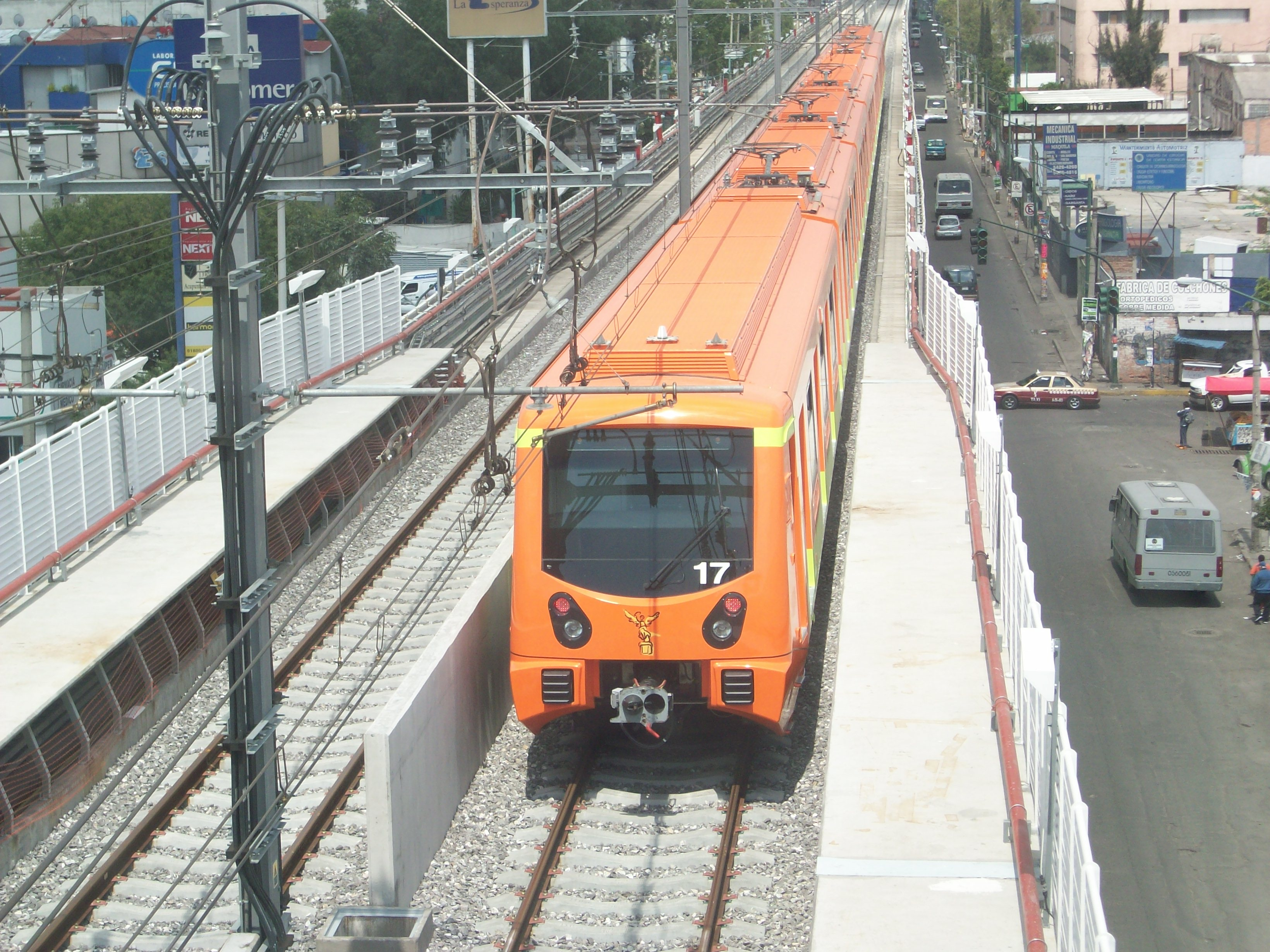
Потяг серії «FE-10»
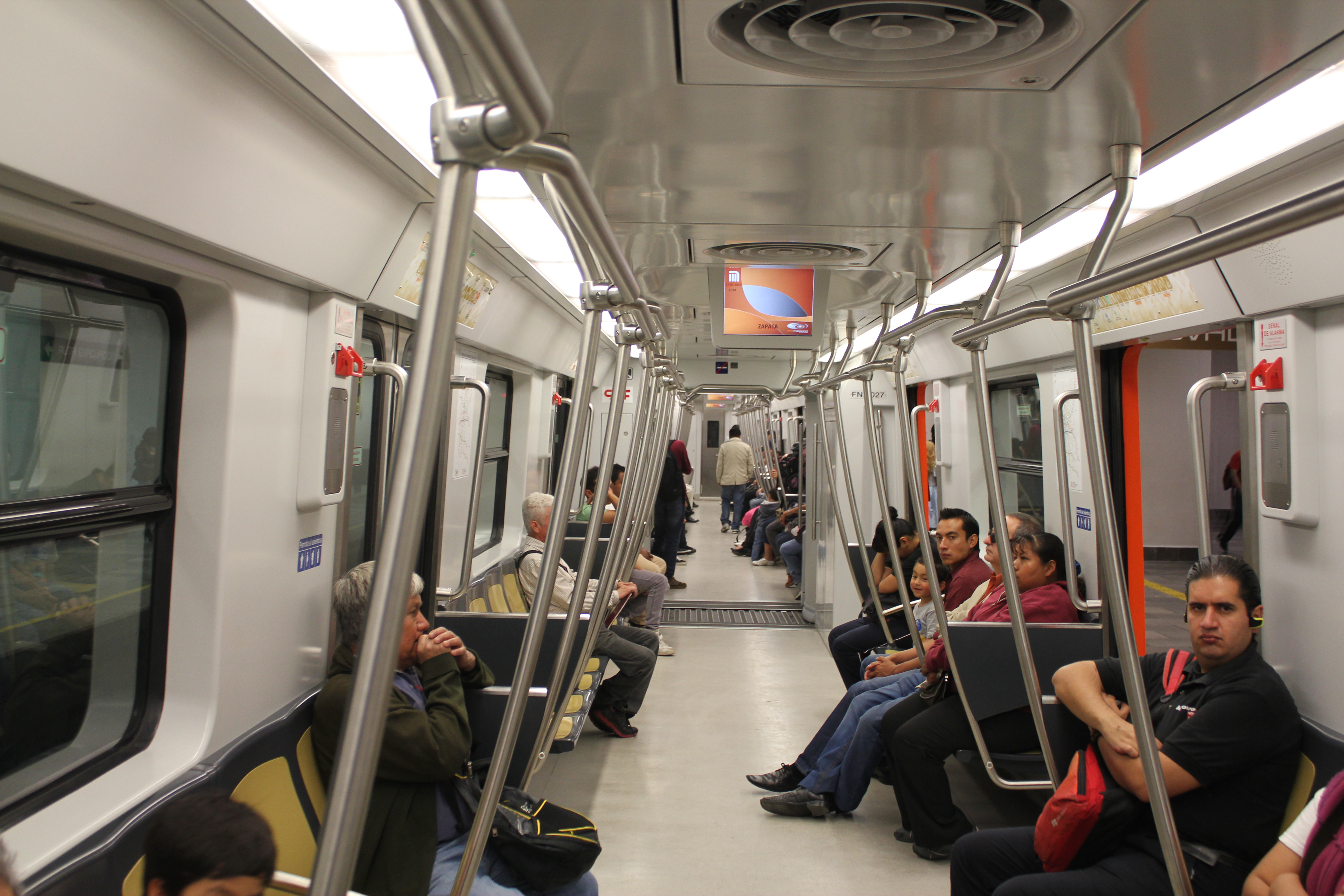
Всередині вагона, Лінія 12